# Tubulipora spatiosa
Tubulipora spatiosa är en mossdjursart som beskrevs av John Borg 1944. Tubulipora spatiosa ingår i släktet Tubulipora och familjen Tubuliporidae. Inga underarter finns listade i Catalogue of Life.